# Graminaseius lippiai
Graminaseius lippiai är en spindeldjursart som beskrevs av Ueckermann, Zannou och Moraes 2007. Graminaseius lippiai ingår i släktet Graminaseius och familjen Phytoseiidae. Inga underarter finns listade i Catalogue of Life.